# Lucia Rijker

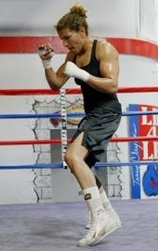
Lucia Rijker

Lucia Rijker (Amsterdã, 6 de dezembro de 1967) é uma pugilista profissional neerlandesa, praticante de kickboxer e atriz.